# スドージャム
株式会社スドージャムは、長野県安曇野市豊科高家に本社を置く食品加工会社。ジャムなどの生産を手がける。日本ジャム工業組合組合員。

## 歴史
1923年（大正12年）5月、長野県松本市の旧緑町において創業。創業者は須藤正馬である。当初は酒問屋であったが、酒類統制を受け1940年（昭和15年）に漬物製造業へと転業。その後も1945年（昭和20年）に醸造業（国策により電気製塩・味噌・醤油・アミノ酸等）へ、1949年（昭和24年）には瓶詰・缶詰類製造業（ケチャップ、ソース、ジャム等）へと転業を繰り返し、最終的にジャム製造専業となったのが1950年（昭和25年）のことである。同年12月25日、法人化。社名は当初「須藤食品株式会社」（松本市の旧本町）とし、1964年（昭和39年）11月に現社名へと変更した。1976年（昭和51年）9月には松本市大字笹賀に本社社屋および松本工場を新築し移転している。その間、1959年（昭和34年）5月に宝塚工場（兵庫県宝塚市）を設置。同工場は1973年（昭和48年）4月に同県三木市へと移転し、三木工場として稼働を開始した。
2019年（平成31年）4月25日、直営によるプリン専門店「信州プリン工房」を松本市中央の中町通り沿いに開店した。
信濃毎日新聞は2021年（令和3年）5月28日、スドージャムが2022年（令和4年）12月を目途に、長野県安曇野市あづみ野産業団地（豊科高家）に本社および2工場を移転・集約すると報じた。2023年（令和5年）4月28日、本店又は主たる事務所の所在地を現所在地に変更した。

## 製品
公式ウェブサイトによる。

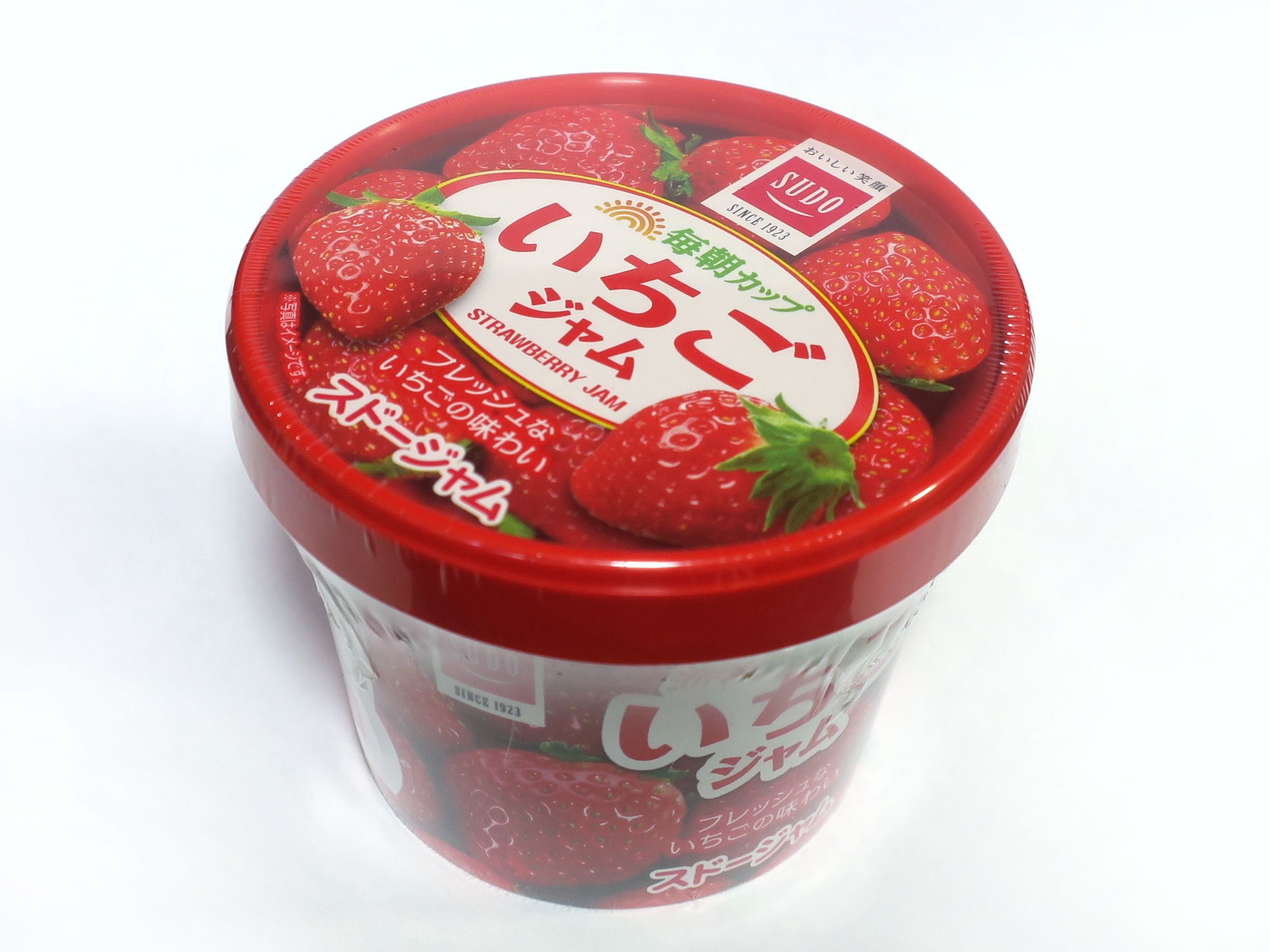
毎朝カップ いちごジャム

- 果実ジャム・ソース類（イチゴ、ブルーベリー、オレンジ、ネーブル、リンゴ、アンズ、レモン、グレープ、プルーン、キャロットなど）
- 蜂蜜
- 水飴
- 餡
- メープルシロップ、ホットケーキ用シロップ類

家庭用から業務用、給食用まで扱う。

## 事業所
公式ウェブサイトによる。
- 本社および安曇野工場（長野県安曇野市豊科高家1313-1）
- 支店
  - 東京支店（東京都目黒区中町2丁目8番7号）
  - 名古屋営業所（愛知県名古屋市北区丸新町198番地）
  - 大阪営業所（大阪府大阪市天王寺区上汐5丁目5番2号）

このほか直営店に「信州プリン工房」（長野県松本市中央2）がある。